# Gabriel Rodrigues de Moura
Gabriel Rodrigues de Moura (Brasileira, 18 giugno 1988) è un calciatore brasiliano, difensore del Pouso Alegre.

## Carriera

### Club
Il 7 luglio 2015 viene acquistato a titolo definitivo dalla squadra cipriota dell'Anorthōsis.